# Jordi Murphy
Pour les articles homonymes, voir Murphy.

a Compétitions nationales et continentales officielles uniquement.

b Matchs officiels uniquement.
Dernière mise à jour le 8 juillet 2025.
Jordi Murphy, né le 22 avril 1991 à Barcelone (Espagne), est un joueur international irlandais de rugby à XV évoluant aux postes de troisième ligne aile ou troisième ligne centre.
Formé au Leinster, il joue de 2011 à 2018, puis rejoint l'Ulster où il finit sa carrière en 2023.

## Biographie
Jordi Murphy participe aux deux saisons victorieuses du Leinster en Pro12, le nouveau nom de la Celtic League, en 2013 et 2014, ne disputant toutefois pas la phase finale lors de ces deux éditions. Lors de la saison 2013-2014, il fait partie de la Dream Team (équipe type) de la compétition.
En décembre 2017, il est annoncé qu'il rejoint l'Ulster à partir de la saison 2017-2018.
Dans un premier temps non sélectionné en équipe d'Irlande par Joe Schmidt pour la Coupe du monde 2019, il est finalement appelé dans le groupe irlandais en remplacement de Jack Conan qui s'est blessé au pied lors d'un entraînement.
Durant la saison 2019-2020 qui suit ce Mondial, l'Ulster est quart de finaliste de la Coupe d'Europe, éliminé par le Stade toulousain. Toutefois, la province atteint la finale du Pro14. Durant ce match, face au Leinster, Jordi Murphy commence sur le banc des remplaçants, puis entre en jeu en deuxième période à la place de Matty Rea. Cependant, son équipe est battue sur le score de 27 à 5,.
À la fin de la saison 2022-2023, il prend sa retraite de joueur professionnel de rugby à XV.

## Statistiques
Jordi Murphy compte 30 sélections dont 16 en tant que titulaire, à partir de sa première sélection le 22 février 2014 à Twickenham face à l'Angleterre.
Il participe à quatre éditions du Tournoi des Six Nations, en 2014, 2015, 2018 et 2019. Il dispute dix rencontres, dont trois en tant que titulaire.
Il participe à deux éditions de la Coupe du monde, en 2015 où il joue deux rencontres, face à la Roumanie et l'Argentine. Puis en 2019, où il affronte la Russie.

## Palmarès

### En province
- Vainqueur du Pro12/Pro14 en 2013, 2014, 2018 avec le Leinster.
- Vainqueur de la Coupe d'Europe en 2018 avec le Leinster.
- Finaliste du Pro14 en 2020 avec l'Ulster.

### En équipe nationale
- Vainqueur du Tournoi des Six Nations en 2010 avec l'équipe d'Irlande des moins de 20 ans.
- Vainqueur du Tournoi des Six Nations en 2014, 2015 et 2018 (Grand Chelem) avec l'équipe d'Irlande.

### Distinctions personnelles
- Membre de l'équipe type du Pro12 en 2014.